# Dronten
Dronten (anhörenⓘ) ist eine Gemeinde an Veluwemeer und Ketelmeer im Osten der niederländischen Provinz Flevoland. Etwa 20 km westlich von Dronten befindet sich die Provinzhauptstadt Lelystad, etwa 15 km östlich liegt die Stadt Kampen und etwa 14 km südöstlich befindet sich die Stadt Elburg.
Die Gemeinde wurde im Jahre 1972 neu errichtet und hatte am 1. Januar 2025 nach Angabe des CBS 44.883 Einwohner. Sie besitzt eine Fläche von 424 km², davon knapp 334 km² Landfläche, die hauptsächlich landwirtschaftlich genutzt wird. Zu der Gemeinde Dronten gehören außer dem Ort Dronten selbst auch die beiden Dörfer Biddinghuizen und Swifterbant.
Durch die Lage am Veluwemeer ist Dronten ein beliebtes Ziel für den Tourismus, weswegen sich hier viele Camping- und Freizeitmöglichkeiten befinden. Hierzu zählt auch der Vergnügungspark Walibi Holland in Biddinghuizen.
Ein sehr markantes Gebäude der Gemeinde ist die Kultur- und Messehalle De Meerpaal.

## Politik

### Sitzverteilung im Gemeinderat
Der Gemeinderat wird seit 1982 folgendermaßen gebildet:
| Partei                   | Sitze | Sitze | Sitze | Sitze | Sitze | Sitze | Sitze | Sitze | Sitze | Sitze | Sitze |
| Partei                   | 1982  | 1986  | 1990  | 1994  | 1998  | 2002  | 2006  | 2010  | 2014  | 2018  | 2022  |
| ------------------------ | ----- | ----- | ----- | ----- | ----- | ----- | ----- | ----- | ----- | ----- | ----- |
| CDA                      | 8     | 7     | 7     | 6     | 6     | 7     | 7     | 7     | 8     | 6     | 6     |
| Leefbaar Dronten         | –     | –     | –     | –     | –     | 6     | 2     | 3     | 3     | 4     | 6     |
| VVD                      | 5     | 4     | 3     | 5     | 6     | 5     | 4     | 6     | 4     | 7     | 4     |
| ChristenUnie             | –     | –     | –     | –     | –     | 2     | 3     | 2     | 3     | 3     | 3     |
| SP                       | –     | –     | –     | –     | –     | –     | 3     | –     | 2     | 2     | 2     |
| D66                      | 0     | 0     | 2     | 2     | 1     | 0     | 0     | 2     | 3     | 2     | 2     |
| GroenLinks               | –     | –     | –     | 4     | 2     | 2     | 1     | 2     | 2     | 2     | 2     |
| PvdA                     | 4     | 6     | 4     | 4     | 3     | 3     | 5     | 3     | 2     | 1     | 2     |
| PPR                      | 4     | 6     | 4     | –     | –     | –     | –     | –     | –     | –     | –     |
| Jezus Leeft              | –     | –     | –     | –     | –     | –     | –     | –     | –     | 0     | –     |
| Ouderen Politiek Actief  | –     | –     | –     | –     | –     | –     | –     | –     | 0     | –     | –     |
| Groep Hop                | –     | –     | –     | –     | –     | –     | –     | –     | 0     | –     | –     |
| RPF                      | 1     | 1     | 1     | 1     | 2     | –     | –     | –     | –     | –     | –     |
| SGP                      | 1     | 1     | 1     | 1     | –     | –     | –     | –     | –     | –     | –     |
| Gemeentebelangen         | 1     | 1     | 1     | 2     | 1     | –     | –     | –     | –     | –     | –     |
| GPV                      | 0     | 0     | 1     | 1     | 1     | –     | –     | –     | –     | –     | –     |
| Algemeen Ouderen Verbond | –     | –     | –     | –     | 1     | –     | –     | –     | –     | –     | –     |
| Unie 55+                 | –     | –     | –     | –     | 1     | –     | –     | –     | –     | –     | –     |
| Gesamt                   | 19    | 19    | 19    | 21    | 23    | 25    | 25    | 25    | 27    | 27    | 27    |

Anmerkungen

### Bürgermeister und Beigeordnete
Die Koalition wird von 2018 bis 2022 aus ChristenUnie, Leefbaar Dronten und VVD gebildet. Die VVD stellt dem Kollegium zwei Beigeordnete bereit, die übrigen Koalitionsparteien dagegen sind mit je einem Beigeordneten zugegen. Die neuen Beigeordneten wurden im Rahmen einer Ratssitzung am 31. Mai 2018 berufen. Folgende Personen gehören zum Kollegium und sind in folgenden Bereichen zuständig:
| Funktion           | Name              | Partei           | Ressort | Anmerkung                     |
| ------------------ | ----------------- | ---------------- | --- | ----------------------------- |
| Bürgermeister      | Jean Paul Gebben  | VVD              | gesetzliche Ressorts, Straßennamensgebung, Kommunikation, Stadtmarketing | seit dem 14. Juni 2019 im Amt |
| Beigeordnete       | Ton van Amerongen | VVD              | Steuern, Grundpolitik, Erwerbszuschüsse, Umwelt und Nachhaltigkeit, Wasserpolitik, Genehmigung und Vollstreckung, Kunst und Kultur, Sport, Informationstechnik und -politik   | –                             |
| Beigeordnete       | Peter van Bergen  | Leefbaar Dronten | Jugendhilfe, Sozialhilfegesetz, Partizipationsgesetz, Armutspolitik, Seniorenagenda, Wohnen und Wohnungswesen, bezirksgezieltes Arbeiten, Dienstleistung, Ausstattungspolitik | –                             |
| Beigeordnete       | Jaap Oosterveld   | ChristenUnie     | Einwohnerpartizipation, Umweltgesetz, räumliche Entwicklung, Wind, Bildung, räumliche Realisierung und Verwaltung, Geschäftsführung und Ausstattungsverwaltung                | –                             |
| Beigeordnete       | Irene Korting     | VVD              | Verkehr und Transport, Agrifood, Erholung und Tourismus, Volksgesundheit, Dorfinteressen                                                                                      | –                             |
| Gemeindesekretärin | Tineke van Lenthe | –                | – | seit Mai 2018 im Amt          |

## Wappen
Beschreibung: Im durch Blau und Gold mit Wellenschnitt geteilten Wappen oben eine silberne Lilie und unten drei rote verschlungene Ringe. Der größere mittlere Ring wird durch einen schwarzen kurzen Pfahl (Poller) mit silberner Haube überdeckt. Auf den von zwei steigenden schwarzen Hengsten gehaltenen Wappenschild ruht eine goldene Krone.

## Verkehr
Die Gemeinde ist durch den Bahnhof Dronten an die Hanzelijn, eine Eisenbahnverbindung zwischen Lelystad und Zwolle, angebunden.

## Persönlichkeiten
- Beitske Visser (* 1995), Automobilrennfahrerin
- Hakim Ziyech (* 1993), Fußballspieler